# Eubranchus prietoi
Eubranchus prietoi é uma espécie de lesma marinha ou nudibrânquio, um molusco gastrópode marinho pertencente à família Eubranchidae.

## Distribuição
Esta espécie foi descrita em Verdicio, Astúrias, Espanha ( 43° 35′ N, 5° 50′ O), no NE do Oceano Atlântico.  Foi relatado na Baía de Arcachón, França e Senegal, assim como em Gana.